# In Freundschaft
In Freundschaft (En amitié) est une composition de Karlheinz Stockhausen, numéro 46 dans son catalogue d'œuvres. Il s'agit d'une composition de musique sérielle pour un instrument solo, d'abord pour clarinette, puis arrangée par le compositeur pour de nombreux autres instruments, souvent en amitié avec des interprètes spécifiques.
In Freundschaft a été conçue en 1977 comme cadeau d'anniversaire pour la clarinettiste Suzanne Stephens (en), et a été créée lors de sa fête d'anniversaire à Aix-en-Provence le 28 juillet de la même année dans une version pour la flûte. Elle a ensuite été reprise sur d'autres instruments, le compositeur l'ayant adaptée à presque tous les instruments d'orchestre à la demande des interprètes. L'œuvre est un exemple de composition par formule (en), un motif de base étant d'abord présenté, puis varié en deux couches cycliques contrastées, interrompues par des cadences.
L'œuvre a été enregistrée à plusieurs reprises, y compris sous la supervision de son compositeur.

## Contexte
Les œuvres du prolifique compositeur Karlheinz Stockhausen ont été regroupées en quatre phases, les deux premières correspondant aux décennies des années 1950 et 1960, la troisième phase allant de 1970 à 1977, et enfin le reste de sa vie, consacrée principalement à la composition de Licht, un cycle d'opéra en sept parties commencé en 1977. Au cours de la troisième phase, Stockhausen a composé selon une technique qu'il a appelée  « technique des formules » (Formeltechnik), avec des œuvres telles que Mantra (1970), Inori (1974), Jubiläum (en) et In Freundschaft (1977). Il a inclus la méthode des formules dans d'autres compositions de l'époque comme Tierkreis (1975/1976).

## Histoire de la composition
La première version de In Freundschaft a été composée le dimanche 24 juillet 1977 à Aix-en-Provence comme cadeau d'anniversaire pour Suzanne Stephens. Cette version a été écrite pour la clarinette, mais Stockhausen a immédiatement fait une transposition en copie fidèle pour la flûte, et c'est cette version qui a été jouée pour la première fois, une fois chacune par deux flûtistes américaines, Lucille Goeres et Marjorie Shansky, pour la fête d'anniversaire de Stephens à Aix le 28 juillet 1977. La première exécution publique, également de la version pour flûte, a été donnée par Lucille Goeres le 6 août 1977, lors d'un concert des participants au cours du Centre Sirius au Conservatoire d'Aix-en-Provence. Stockhausen retravaille la composition le 27 avril 1978, date à laquelle il réalise également des versions pour hautbois, trompette, violon et alto. La première de la version pour clarinette est donnée par Suzanne Stephens le 30 novembre 1978 dans le cadre d'un concert  « Hommage à Olivier Messiaen » , à la salle Wagram, à Paris, et la version pour hautbois est créée par Heinz Holliger le 6 juillet 1979 lors d'un concert sur le thème « Musique du XXe siècle » dans la grande salle du radiodiffuseur Saarländischer Rundfunk à Sarrebruck. À peu près à la même époque, Stockhausen a adapté la version pour clarinette au cor de basset, avec une tessiture étendue jusqu'au do grave, et cette version a été interprétée pour la première fois par Stephens lors d'une réunion privée chez le compositeur à l'occasion de son cinquante et unième anniversaire, le 22 août 1979. Les versions pour clarinette et cor de basset sont toutes deux autorisées pour la clarinette basse, et la première exécution publique de la version à tessiture étendue a été donnée par le clarinettiste basse néerlandais Harry Sparnaay le 10 janvier 1981 à Haarlem.
Dans les années suivantes, Stockhausen a adapté l'œuvre pour la plupart des autres instruments orchestraux standard. Entre le 7 et le 10 janvier 1981, en collaboration avec Warren Stewart, Stockhausen a réalisé une version pour violoncelle, que Stewart a créée à l'Eastman School of Music le 23 avril 1981. Avant même cette première, Stockhausen l'avait adaptée, du 16 au 19 avril 1981, en une nouvelle version pour violon. Une version pour basson a suivi l'année suivante, composée les 19 et 20 avril 1982 pour Kim Walker (en) . Au cours des répétitions, Stockhausen en est venu à imaginer que la pièce était jouée par un ours en peluche, comme celui qu'il avait dans son enfance, mais beaucoup plus gros. Walker a fait fabriquer un costume et a donné la première au Wigmore Hall de Londres le 10 mai 1982 sous le titre  « In Freundschaft, for a teddy bear with bassoon ». Une version pour trombone a été demandée par Mark Tezak, qui a mis au point les détails avec Stockhausen pendant les répétitions en août et septembre 1982. À peu près au même moment, John Sampen (en) a demandé et joué une version pour saxophone soprano, bien que Stockhausen ait fait de nouveaux ajustements l'année suivante avec le saxophoniste Hugo Read. À la demande du corniste Alejandro Govea Zappino, une version pour son instrument fut préparée lors des répétitions du 17 novembre 1983, mais d'autres modifications furent apportées jusqu'au 11 septembre 1984 et la première ne fut finalement donnée que par Jens McManama, corniste de l'Ensemble intercontemporain, lors d'un concert à Baden-Baden célébrant le 60e anniversaire de Pierre Boulez le 31 mars 1985. Une version pour flûte à bec alto a même vu le jour, à l'instigation de Geesche Geddert, d'abord dans un échange de lettres, puis en répétition avec Stockhausen le 6 avril 1984, . La partition publiée de la version pour violoncelle peut également être jouée à la contrebasse, et une version pour tuba existe également. En réponse à une suggestion de son fils trompettiste, Markus Stockhausen (qui avait repoussé la tentative de l'œuvre pendant 20 ans), il a remplacé la version originale pour trompette par une nouvelle version pour trompette en mi♭ avec une quatrième soupape spéciale. Markus a donné la première mondiale de cette nouvelle version à Kürten le 31 août 1997.

## Analyse
In Freundschaft commence par une formule musicale (en) de base (transcrite ci-dessous), qui définit les paramètres musicaux : hauteur, durée, nuance, et timbre. Elle est utilisée comme motif pour d'autres variations. La formule de base se compose de cinq segments, contenant 1, 3, 2, 5 et 8 notes - donc 19 notes en tout - occupant des unités de durée d'environ 1, 2, 3, 5 et 8 quarts de note, bien que la fin soit modifiée dans l'énoncé d'introduction - une "formule réduite" se terminant par une lente oscillation entre deux notes distantes d'un demi-ton,. Cette formule est ensuite présentée sous la forme de deux énoncés alternés, séparés et permutés, semblables à la disposition de l'œuvre de Stockhausen, Mantra, de sorte que l'on peut dire que l'œuvre est monothématique . Au départ, la séparation des deux couches est soulignée par la dynamique : le niveau supérieur est systématiquement pp, le niveau inférieur ff.
Chaque couche est constituée de cinq segments, et les silences qui séparent les segments de la couche supérieure correspondent aux longueurs des segments sonores de la couche inférieure. Mesurés en doubles croches (et donc en moyenne un quart de la longueur des segments de la couche supérieure), ce sont : 4, 7, 2, 11, et 0 (= notes d'ornement),. Les énoncés des segments sont séparés par un trille de demi-ton de registre moyen (la à si  dans la version pour clarinette), qui émerge d'abord d'une accélération graduelle du dernier intervalle du cinquième segment de l'introduction, . 
Après cette présentation initiale, les caractères opposés des deux couches s'équilibrent progressivement, dans un processus de développement sur sept énoncés cycliques de la formule, jusqu'à ce que les deux couches se fondent en une seule mélodie. Ceci est réalisé en transposant progressivement le niveau supérieur vers le bas d'un demi-ton par cycle, et le niveau inférieur vers le haut du même degré. De cette façon, les gammes entièrement séparées dans le premier cycle (fa 5–fa6 et fa 4–fa5 en notation américaine) sont apportées dans l'octave simple do5–si5 dans la septième. 
La forme générale est interrompue par deux cadences, la première entre les troisième et quatrième cycles, la seconde au point d'union entre les deux couches, commençant vers la fin du sixième cycle et menant au septième, .

## Discographie
Il existe divers enregistrements de In Freundschaft pour différents instruments. Certaines versions ont été enregistrées plusieurs fois. Stockhausen-Verlag a publié une série d'enregistrements sous la supervision du compositeur, dans le cadre des enregistrements complets de ses œuvres à partir de 1991 ,,.
| Instrument solo  | Enregistrement |
| ---------------- | --- |
| Flûte            | - Karlheinz Stockhausen: Musik für Flöte. Kathinka Pasveer (en), flûte. 2-CD. Stockhausen Complete Edition CD 28A-B. Kürten: Stockhausen-Verlag, 1992. |
| Flûte à bec      | - Karlheinz Stockhausen: In Freundschaft für Blockflöte, für Fagott, für Horn, für Kontrabass. Geesche Geddert, alto recorder. Stockhausen Complete Edition CD 101. Kürten: Stockhausen-Verlag, 2012. |
| Hautbois         | - Christian Hommel: Bach, Mozart, Huber, Stockhausen. Christian Hommel, hautbois; Kay Johannsen (de), clavecin. CD. Ars Musici Primavera AMP 5005-2. Primavera HM 2067-2. Freiburg: Ars Musici, 1993. Aussi édité sur CD chez Deutsche Harmonia Mundi HM/DMR 2067-2. Freiburg: Freiburger Musik Forum, 1993. - Karlheinz Stockhausen: In Freundschaft pour hautbois; Linker Augentanz; Taurus; Taurus-Quintett; Kamel-Tanz; Rotary Wind Quintet (en) . Claire Sirjacobs, hautbois. CD, 1 disc: digital, 12 cm, stereo. Stockhausen Complete Edition CD 105. Kürten: Stockhausen-Verlag, 2015. |
| Clarinette       | - Stockhausen: In Freundschaft, Traum-Formel, Amour. Suzanne Stephens (en), clarinette & cor de basset. CD. Deutsche Grammophon 419 378–2. Hamburg: Polydor International GmbH, 1988. Réédité chez Deutsche Grammophon 423 378–2. Hamburg: Polydor International GmbH, 1988. Réédité chez Stockhausen Complete Edition CD 27 (CD). Kürten: Stockhausen-Verlag, 1992. - Clarinet in the XXth Century. Ivan Stochl, clarinette; Boris Nedeltchev, piano. CD recording. Gega GD 120 1991. Sofia: Gega, Ltd., 1992. - 20th Century Music for Unaccompanied Clarinet. Paul Meyer, clarinette. CD. Denon CO-78917. [Tokyo]: Nippon Columbia Co., Ltd., 1994. - Dal Niente. Eduard Brunner, clarinette. CD. ECM New Series ECM1599 453 257–2. [Germany]: ECM Records GmbH, 1997. - Alain Damiens Clarinette. Alain Damiens, clarinette. CD. ADDA 581066. 1988. Réédité chez: Damiens: Clarinet Solos. 06/17/2002. CD. Accord 472337. |
| Cor de basset    | - Musik für Klarinette, Baßklarinette, Bassethorn : Suzee Stephens spielt 15 Kompositionen. Stockhausen Complete Edition CD 32 A–C (3 CDs). Kürten: Stockhausen-Verlag, 1994. - Karlheinz Stockhausen for Basset Horn. Michele Marelli (en), cor de basset. Times Future. CD recording, stereo. Stradivarius STR 33958. [Cologno Monzese (Milan)]: Stradivarius, 2013. |
| Clarinette basse | - Karlheinz Stockhausen: Bass Clarinet & Piano. Volker Hemken, clarinette basse; Steffen Schleiermacher, piano. 09/25/2007. CD. MDG 6131451. Detmold: Musikproduktion Dabringhaus und Grimm, 2007. - In Freundschaft, für Violine, Bassklarinette, Viola, Tuba, Violoncello. Petra Stump, clarinette basse. Enregistré 3-4 Mai 2013 at Sound Studio N, Cologne. CD, 1 disc: digital, 12 cm, stereo.Stockhausen Complete Edition CD 102. Kürten: Stockhausen-Verlag, 2014. |
| Saxophone        | - Daniel Kientzy: Saxophones. Daniel Kientzy, saxophone. CD. ADDA 581047. With works by Berio, Cacana, Mache, Scelsi, Stroe, and Vaggione. - Arno Bornkamp: Reed My Mind: Contemporary Music for Saxophone. Arno Bornkamp (en), saxophone alto. CD. BVHaast CD 9304. Amsterdam: BVHaast, 1994. - Outline. Giovanni Nardi, soprano saxophone. CD. Video Radio Classics (Italy) VR CD 000412. - The Solitary Saxophone. Claude Delangle, saxophone. CD recording. Bis CD-640. Djursholm: Grammofon AB BIS, 1994. - Scena.Timothy McAllister (en), saxophone. Mead, Lauba, Steinberg, Carter, 07/25/2000 CD. Equilibrium EQ 32. Dexter, MI: Equilibrium, 1999. - In Friendship. James Romain, saxophone; Kevin Class, piano. 05/27/2008 CD. Centaur CRC 2916. [Baton Rouge, La.]: Centaur Records, 2008. - Saxophon. Julien Petit, saxophone. CD. Stockhausen Complete Edition CD 78. Kürten: Stockhausen-Verlag, 2005           |
| Basson           | - Stockhausen: Music for Bassoon. Knut Sönstevold, bassoon; Kina Sönstevold, piano. CD. Nosag CD 42. [Sweden]: Nosag Records, 2000. - Bassoon XX/Fagott XX. Rino Vernizzi (en), basson; Gianpaolo Ascolese, batterie; Gianluca Renzi, contrebasse; New Music Studium, Antonio Plotino, cond. CD. Arts Music 47644. [Germany]: Arts Music, 2001. - Karlheinz Stockhausen: In Freundschaft für Blockflöte, für Fagott, für Horn, für Kontrabass. Edurne Santos, basson. Stockhausen Complete Edition CD 101. Kürten: Stockhausen-Verlag, 2012. |
| Cor              | - Karlheinz Stockhausen: In Freundschaft für Blockflöte, für Fagott, für Horn, für Kontrabass. Christine Chapman, cir. Stockhausen Complete Edition CD 101. Kürten: Stockhausen-Verlag, 2012. |
| Trompette        | - Markus Stockhausen Plays Karlheinz Stockhausen. Markus Stockhausen, trompette; Niek de Groot, contrebasse; Annette Meriweather, soprano. CD. EMI Classics 7243 5 56645 2 5. Cologne: EMI Electrola GmbH, 1998. Réédité chez: Stockhausen: Aries, Halt, Pietà, In Freundschaft. Stockhausen Complete Edition 60. Réédité aussi sur: 20th Century Classics. 2-CD set. EMI Classics 6955982. [London]: EMI Classics, 2009. |
| Trombone         | - The Solitary Trombone. Christian Lindberg, trombone. CD. Bis CD-388. Djursholm: Grammofon AB BIS, 1989. - Musik für Posaune und Euphonium. Michael Svoboda, trombone and euphonium. CD. Stockhausen Complete Edition CD 44. Kürten: Stockhausen-Verlag, 1997. |
| Tuba             | - In Freundschaft, für Violine, Bassklarinette, Viola, Tuba, Violoncello. Hans Nickel (en), tuba. Recorded 24 March 2012 at Sound Studio N, Cologne. CD, 1 disc: digital, 12 cm, stereo. Stockhausen Complete Edition CD 102. Kürten: Stockhausen-Verlag, 2014. |
| Violon           | - In Freundschaft, für Violine, Bassklarinette, Viola, Tuba, Violoncello. Raul Lustgarten, violon. Recorded 14 December 2013 at Sound Studio N, Cologne. CD, 1 disc: digital, 12 cm, stereo. Stockhausen Complete Edition CD 102. Kürten: Stockhausen-Verlag, 2014. |
| Alto             | - In Freundschaft, für Violine, Bassklarinette, Viola, Tuba, Violoncello. Anna Tkatchouk, alto. Recorded 30 March 2014 at Studio N, Cologne. CD, 1 disc: digital, 12 cm, stereo. Stockhausen Complete Edition CD 102. Kürten: Stockhausen-Verlag, 2014. |
| Violoncelle      | - Ciaccona. Friedrich Gauwerky (de), violoncelle. LP recording. Edition Michael F. Bauer MFB 048. [German]: Edition Michael F. Bauer, 1987. - In Freundschaft, für Violine, Bassklarinette, Viola, Tuba, Violoncello. Friedrich Gauwerky, cello. Recorded 17 March 2012 at Sound Studio N, Cologne. CD, 1 disc: digital, 12 cm, stereo. Stockhausen Complete Edition CD 102. Kürten: Stockhausen-Verlag, 2014. |
| Contrebasse      | - Karlheinz Stockhausen: In Freundschaft für Blockflöte, für Fagott, für Horn, für Kontrabass. Heiko Maschmann, double bass. Stockhausen Complete Edition CD 101. Kürten: Stockhausen-Verlag, 2012. |

## Citation
Dans une notice nécrologique de la CBC résumée en 2007 : « Dans les années 1970, il se lance dans la "composition à formule" et crée un style simple qui devient un modèle pour une nouvelle génération de compositeurs allemands. Tierkreis " (" Zodiac ") et " In Freundschaft " (" En amitié ") sont ses œuvres les plus enregistrées de cette période.  »